# Commerzbank Tower
De Commerzbank Tower is een wolkenkrabber in de binnenstad van Frankfurt am Main, ontworpen door Norman Foster. Het is in 2021 het achttiende hoogste gebouw van Europa.
Het gebouw is 259 m hoog en telt 56 verdiepingen. De 121.000 m² kantoorruimte wordt gebruikt door de Duitse financiële instelling Commerzbank AG, waarvan de toren het hoofdkantoor is. De bouw startte in 1994 en duurde drie jaar. Na de voltooiing in 1997 was de Commerzbank Tower het hoogste gebouw van Europa. 
In 2004 moest het deze positie afstaan aan het vijf meter hogere Trioemf-Palas. Sinds de brexit is het nog wel het hoogste gebouw van de Europese Unie.
Het gebouw is slechts 2 meter hoger dan de Messeturm, die eveneens in Frankfurt staat.